# Kostel svatého Klimenta (Velké Hydčice)
Kostel svatého Klimenta je malý hřbitovní kostel, zasvěcený svatému Klimentovi, stojící v nadmořské výšce 512 metrů nad mořem asi 2 km severovýchodně od obce Velké Hydčice nedaleko od zříceniny hradu Prácheň.

## Historie

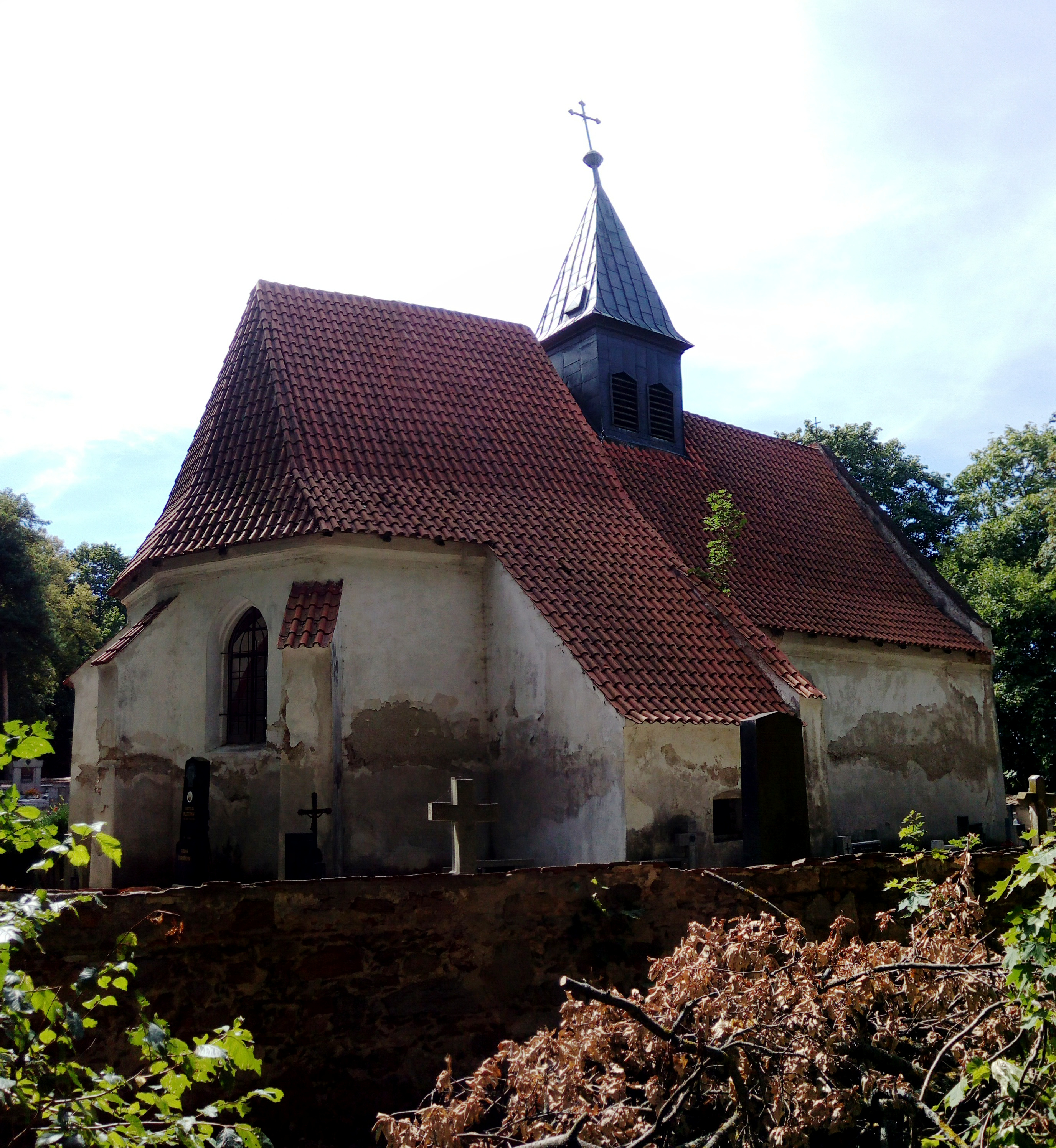
Pohled na kostel

Kdy přesně byl postaven původní chrám, není jasné. Původní svatyně byla dřevěná a byla devátou na území Čech, kostel měl světit svatý Metoděj, který tudy procházel se svatým Gorazdem, pravděpodobně stavba chrámu probíhala souběžně se stavbou Prácheňského hradu.
Na místě stavby z velkomoravské doby byl postaven v první čtvrtině 14. století raně gotický zděný kostelíček.

## Popis

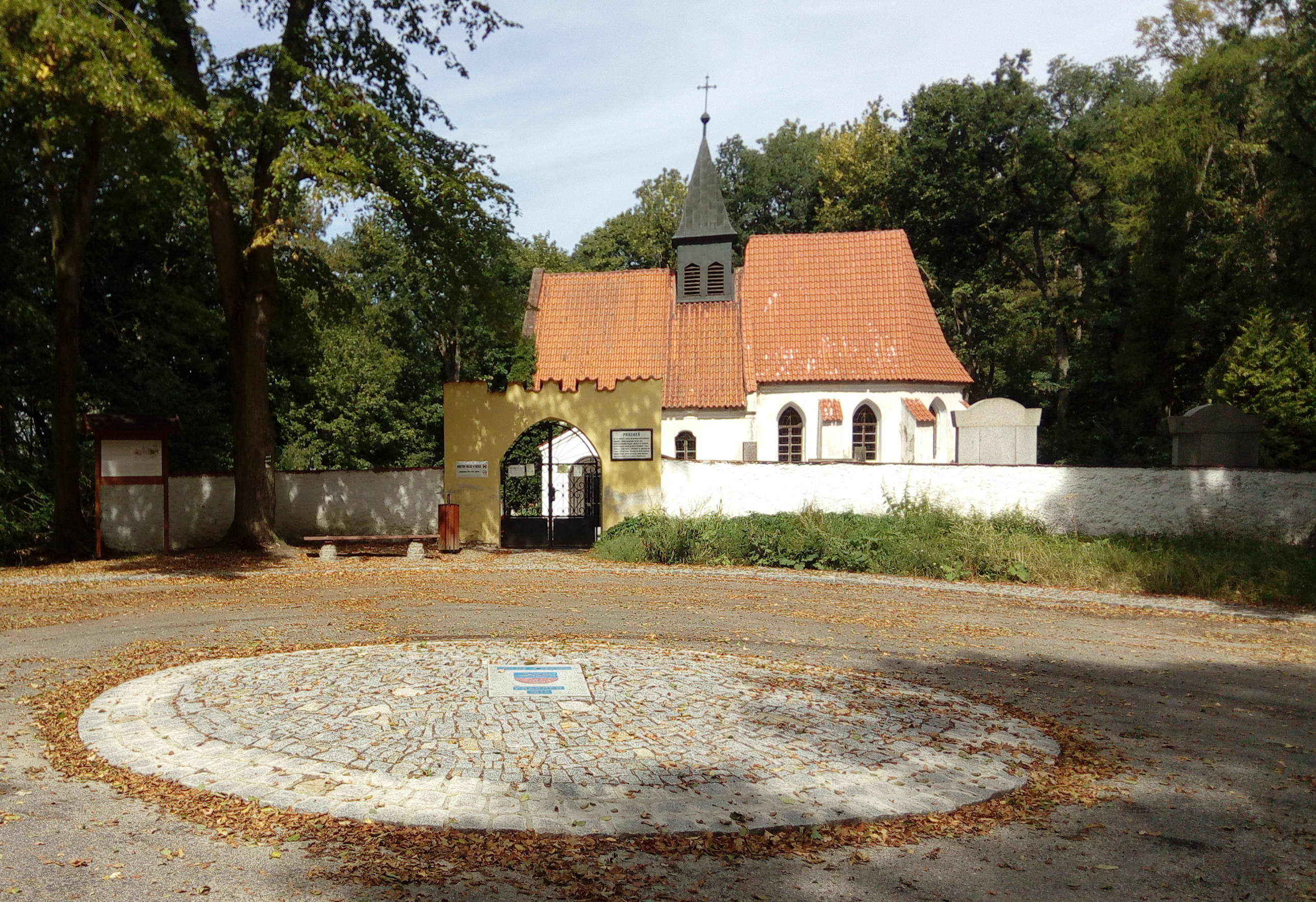
Pohled na kostel

Kostel svatého Klimenta je jednolodní s převýšeným pětiboce ukončeným presbytářem s opěráky, přilehlou sakristií a novogotickou předsíní v jižní straně lodi, v období baroka byla postavena hlavní loď a v roce 1859 byla přistavena předsíň, poslední větší úpravy byly provedeny mezi roky 1938–1940.
Střecha je rozdělena na dvě části, vyšší je nad presbytářem, nižší nad hlavní lodí, na které je dřevěná věžička, vchod je na jižní straně kostela, vnitřní zařízení je jednoduché, oltář pochází z roku 1700 a z poloviny 19. století je obraz svatého Klimenta. Stavba sakristie zřejmě spadá do doby stavby presbytáře, v jeho severní straně je letopočet 1594, který zřejmě souvisí s opravou omítek, drobné úpravy objektu proběhly v 18. století, kdy došlo k prolomení nových oken lodi a sakristie, úpravu ostění vstupu z presbytáře do sakristie. Jižní portál mohl vzniknout úpravou staršího vchodu.
Na místním hřbitově jsou pohřbeni spisovatel Josef Pavel a regionální historik Karel Němec.

## Pověsti

### O prokletém zvonu
Když se stal pánem Práchně Půta Švihovský, proslulý svou tvrdostí a přísností na poddané, rozhodl se, že dá opravit starobylý prácheňský kostelíček, ale nechtěl sám nést břímě vydání. Po čase nechal ulít zvon, který nařídil otočit, a poddaní do něho měli přispívat. Když byla ke příspěvku donucena chudá vdova, ta po odevzdání posledních peněz zvon proklela a zvon plný bohatství se zřítil do hlubin a nikdo jej již nenašel. Jednou se o to pokusil bohatý měšťan z nedalekých Horažďovic, když svou motykou narazil na korunu zvonu ozval se křik: „Hoří! Horažďovice hoří!“ Měšťan kopání přerušil a běžel se podívat, když se vrátil, jáma i motyka byly pryč. Nahoře na hradbách seděl šeredný mužík, který strouhal lakomci mrkvičku. Měšťan posedlý strachem uháněl s prázdnem domů.

### Potrestané dítě
Ve vsi Velké Hydčice žila matka s malým synkem, kterého rozmazlovala. Chlapec se vymkl kontrole a matku bil metlou. Byl potrestán a přes veškerou lékařskou péči zemřel, krátce po něm i jeho matka. Od té doby se provinilý chlapec snaží dostat z hrobu, ze kterého nejdříve vystrčí ruce, v té chvíli se objeví duch matky a šlehá jej přes ruce. Dotyčná metla se na Práchni dochovala a byla pro výstrahu vystavena ve svatoklimentském kostelíčku jako výstraha pro zlobivé děti. Dnes již v kostele není, zmizela neznámo kdy a neznámo kam.